# 蒿坪蹄盖蕨
蒿坪蹄盖蕨（学名：Athyrium criticum）为蹄盖蕨科蹄盖蕨属下的一个种。

## 扩展阅读
- 維基物種上的相關：蒿坪蹄盖蕨